# 姚力军
姚力军（1967年—），男，汉族，黑龙江哈尔滨人，中华人民共和国政治人物。现任宁波江丰电子材料有限公司董事长、总经理。第十四届全国政协委员。